# Polysphincta vexator
Polysphincta vexator là một loài tò vò trong họ Ichneumonidae.